# Ñuble (oude provincie van Chili)
Ñuble was een provincie van Chili in de regio Biobío. De provincie had 480.609 inwoners (2017) en een oppervlakte van 13.179 km². De hoofdstad was Chillán. Op 6 september 2018 werd de provincie omgezet in de regio Ñuble.

## Gemeenten
Ñuble was verdeeld in 21 gemeenten:
- Bulnes
- Chillán
- Chillán Viejo
- Cobquecura
- Coelemu
- Coihueco
- El Carmen
- Ninhue
- Ñiquén
- Pemuco
- Pinto
- Portezuelo
- Quillón
- Quirihue
- Ránquil
- San Carlos
- San Fabián
- San Ignacio
- San Nicolás
- Treguaco
- Yungay